# Scapania helvetica
Scapania helvetica (deutsch Schweizer Spatenmoos) ist eine Lebermoos-Art aus der Familie Scapaniaceae.

## Merkmale
Die Art bildet gelblich-grüne bis bräunliche, oft ausgedehnte, lockere Rasen. Die Pflanzen sind bis 2 Zentimeter lang und 2,4 Millimeter breit. Die Blätter sind in zwei ungleich große, ganzrandige (selten schwach gezähnte) Lappen geteilt. Beide Blattränder laufen nicht am Stämmchen herab. Der Oberlappen ist etwa halb so lang wie der Unterlappen, deutlich länger als breit, abgerundet, teilweise mit kleinem, meist einzelligem Spitzchen und reicht nicht über das Stämmchen. Der scharfe Blattkiel ist meist etwas gebogen. Der fast doppelt so große Unterlappen ist eiförmig, die Spitze abgerundet. Die Blattzellen sind derbwandig mit deutlichen gelblichen Eckverdickungen. Am Blattrand sind die Zellen 12 bis 20 Mikrometer groß, in der Blattmitte etwa 20 mal 27 bis 30 Mikrometer. Die Kutikula ist punktiert rau. Pro Zelle sind etwa 3 bis 5 Ölkörper vorhanden.
Die Geschlechterverteilung ist diözisch. Die Perianthien sind mehr oder weniger flach, die Mündung entfernt und kurz gezähnt. Sporogone sind selten. An den Spitzen der obersten Blattlappen werden gelegentlich Brutkörper gebildet.
Scapania helvetica gehört zum Verwandtschaftskreis von Scapania curta, zur Sektion Curtae. Sie wird nicht von allen Autoren als eigenständige Art anerkannt. Besonders bei sterilen Pflanzen ist eine sichere Bestimmung oft problematisch oder nicht möglich.

## Standorte
Die Art wächst an frischen bis feuchten, schwach kalkhaltigen, neutralen oder schwach sauren, oft lange schneebedeckten Stellen, hauptsächlich auf Erde, auf sandigem oder lehmigem Boden, seltener direkt auf Gestein. Die Wuchsorte sind Wegböschungen, Trittrasen, Rasenlücken, Schneeböden und Moränenschutt.

## Verbreitung
Bekannte Vorkommen gibt es nur in Europa: in den Alpen, in den deutschen Mittelgebirgen, in den Karpaten, Sudeten und in den Pyrenäen.
In den Alpen kommt die Art meist zerstreut in Höhen von etwa 800 bis 2600 Metern vor. Nur vereinzelt zu finden ist sie in einigen höheren deutschen Mittelgebirgen.